# Henk Duut
Henk Duut est un footballeur néerlandais né le 14 janvier 1964. Il évoluait au poste de défenseur. Après sa carrière de joueur, il se reconvertit comme entraîneur.

## Biographie
Avec l'équipe des Pays-Bas des moins de 20 ans, il participe à la Coupe du monde des moins de 20 ans en 1983. Lors du mondial junior organisé au Mexique, il joue quatre matchs, inscrivant un but contre l'Union soviétique. Les Pays-Bas sont battus en quart de finale par l'Argentine.
Henk Duut joue en faveur du Feyenoord Rotterdam puis du Fortuna Sittard. Il dispute un total de 213 matchs dans le championnat des Pays-Bas, inscrivant 38 buts. Il joue également deux matchs en Ligue des champions et sept matchs en Coupe de l'UEFA (un but).

## Palmarès
- Champion des Pays-Bas en 1984 avec le Feyenoord Rotterdam
- Vice-champion des Pays-Bas en 1983 avec le Feyenoord Rotterdam
- Vainqueur de la Coupe des Pays-Bas en 1984 avec le Feyenoord Rotterdam